# 哈德威克 (明尼蘇達州)
哈德威克（英語：Hardwick）是一個位於美國明尼蘇達州羅克縣的城市。

## 歷史
哈德威克於1892年成立，1898年升格為城市，得名自鐵路老闆J·L·哈德威克（J. L. Hardwick）。哈德威克的郵局自1891年起營運至今。

## 人口
根據2020年美國人口普查的數據，哈德威克的面積為4.55平方千米，皆為陸地。當地共有人口98人，而人口密度為每平方千米22人。